# Giancesare Flesca
Giancesare Flesca (Reggio Calabria, 11 aprile 1945 – Roma, 3 ottobre 2019) è stato un giornalista italiano.

## Biografia
Nato a Reggio Calabria nel 1945, laureato in giurisprudenza alla Sapienza - Università di Roma e da allora dedito all’attività giornalistica. Per il settimanale Vie Nuove nell’aprile 1967 segue da inviato il colpo di stato dei colonnelli in Grecia;  nel giugno dello stesso anno racconta da Gerusalemme la guerra dei sei giorni in Medio Oriente e altro. Nel 1968 viene assunto dal quotidiano Paese Sera e comincia a collaborare con il settimanale L'Astrolabio. Quest’ultimo, fondato e diretto da Ferruccio Parri,l’importante capo partigiano che fu il primo Presidente dell’Italia liberata, aveva a quell’epoca un notevole seguito d’opinione. Sulle sue pagine, il giornalista seguì le vicende politiche romane,con particolare attenzione al confronto nel Pci e nel Psi,ma soprattutto le lotte studentesche e operaie di quegli anni: dal maggio francese ai conflitti sindacali nel triangolo industriale, alle bombe di piazza Fontana con i successivi depistaggi e repressioni, alla rivolta di Reggio Calabria, in cui schierò il giornale in polemica con le posizioni del Pci. È di questi tempi un reportage dal Messico insanguinato dalla strage di Tlatetolco.
Nel 1974 passa al giornale l'Espresso come notista politico. Si occupa della battaglia per il divorzio e per l’aborto in cui il giornale è in prima linea, intervista Amintore Fanfani, Enrico Berlinguer, Pietro Nenni, Pietro Ingrao. Nel 1975 diventa capo del servizio interni. Nel 1977 torna a occuparsi di politica internazionale, prima come capo del servizio esteri, poi come inviato. Segue la rivolta di Solidarnosc in Polonia intervistando due volte Lech Wałęsa. In Iran, poco prima che Khomeiny sbarchi a Teheran per assumere il potere assoluto, un cecchino governativo durante una manifestazione gli spara due colpi, uno al braccio sinistro, l’altro al torace. Le schegge raggiungono il pericardio e la pleura. Operato e ristabilitosi dopo tre settimane di degenza, Ruhollah Khomeyni gli rilascia la prima intervista della sua storia e gli fornisce le credenziali per seguire da vicino la guerra esplosa con l’Iraq.
Nello stesso anno segue l’occupazione sovietica dell’Afghanistan e la guerra del Kashmir; si trova insieme con alcuni colleghi al seguito nel viaggio con cui Enrico Berlinguer e Gian Carlo Pajetta si recano a Pechino e in seguito a Pyongyang per ristabilire i rapporti con Deng Xiaoping e con Kim Il-sung. Al ritorno, Berlinguer gli concede un’intervista di commento. Negli anni successivi altri reportage dall’Africa australe, ma soprattutto la copertura da Buenos Aires della Guerra delle Falklands e da Beirut dell’invasione israeliana del Libano.
Dal gennaio del 1985 è corrispondente dell’Espresso dagli Stati Uniti. Nei tre anni successivi la sua attività professionale prosegue, ma una progressiva dipendenza dalla cocaina, facilmente disponibile a New York, dove abita con la famiglia, ne affievolisce le capacità amministrative, fino a portarlo ad una clamorosa rottura con l’amministratore delegato del giornale che nel marzo 1988 lo costringe a dimettersi. Di questa terribile esperienza, della natura e della diffusione della cocaina, allora poco conosciuta in Italia, dopo un mese di disintossicazione parla col collega ed amico Valerio Riva. Ne viene fuori un libro, Polvere, una storia di cocaina, del quale l’editore Sperling & Kupfer vende novantamila copie in Italia; cede i diritti per un’edizione scolastica patrocinata dal Ministro della Pubblica istruzione che viene pubblicata con la censura, concordata, di otto righe; concede i diritti a 15 case editrici straniere, delle quali 12 lo pubblicheranno in altre lingue.
Dal 1989 al 1991 Flesca è inviato del settimanale Epoca, per conto del quale affronta reportage nell’Europa dell’Est dopo la caduta del Muro, in Medio Oriente, in Namibia, in Argentina. Nel 1991 viene assunto come redattore capo al Tg3 dove tiene una rubrica sui giornali esteri. Dal 1988 in poi ha collaborato all’Unità, al Fatto quotidiano e infine continuativamente, come editorialista, all’Agl, l’Agenzia che raccoglie servizi e commenti per i quotidiani del gruppo L'Espresso, fra cui il Tirreno, il Piccolo, la Nuova Sardegna.

## Vita privata
Sposato con Margherita, due i figli: Alessandra e Giuseppe.